# ديان جاكسون
ديان جاكسون (بالإنجليزية: Dianne Jackson)‏ هي كاتبة سيناريو ومخرجة بريطانية، ولدت في 28 يوليو 1941، وتوفيت في 31 ديسمبر 1992.

## وصلات خارجية
- ديان جاكسون على موقع IMDb (الإنجليزية)
- ديان جاكسون على موقع أول موفي (الإنجليزية)
- ديان جاكسون على موقع قاعدة بيانات الأفلام السويدية (السويدية)
- ديان جاكسون على موقع قاعدة بيانات الفيلم (الإنجليزية)
- ديان جاكسون على موقع كينوبويسك (الروسية)